# 김수현 (1967년)
김수현(한국 한자: 金樹炫, 1967년 7월 28일 ~ )은 대한민국의 전 축구 선수이며, 포지션은 공격수였다.